# Jay Roach
Jay Roach, född 14 juni 1957 i Albuquerque, New Mexico, är en amerikansk regissör och filmproducent. Roach är kanske mest känd för att ha regisserad filmerna med Austin Powers och Släkten är värst.